# Нагаї Сюнта
Сюнта Нагаї (яп. 永井 俊太, нар. 12 липня 1982, Токіо) — японський футболіст, що грав на позиції півзахисника.
Виступав за клуби «Касіва Рейсол», «Міто Холліхок» та «Ехіме».

## Ігрова кар'єра
У дорослому футболі дебютував 2001 року виступами за команду клубу «Касіва Рейсол», в якій провів три сезони, взявши участь у 14 матчах чемпіонату. 
Своєю грою за цю команду привернув увагу представників тренерського штабу клубу «Міто Холліхок», до складу якого приєднався на умовах оренди 2004 року. Відіграв за команду з міста Міто наступні два сезони своєї ігрової кар'єри. Більшість часу, проведеного у складі «Міто Холліхок», був основним гравцем команди.
2006 року повернувся з оренди до «Касіва Рейсол». Цього разу провів у складі його команди три сезони. 
Завершив професійну ігрову кар'єру у клубі «Ехіме», за команду якого виступав як орендований гравець протягом 2009 року.